# Oxyopes sectus
Oxyopes sectus là một loài nhện trong họ Oxyopidae.
Loài này thuộc chi Oxyopes. Oxyopes sectus được Cândido Firmino de Mello-Leitão miêu tả năm 1929.